# Northern Neck George Washington Birthplace
Northern Neck George Washington Birthplace est une Région viticole américaine de la Côte Est des États-Unis, occupant la moitié orientale de l'état de Virginie. Le vin est tiré des cépages des comtés de Westmoreland, de King George, Northumberland, Lancaster et de Richmond, qui seuls peuvent exploiter de cette appellation. Cette région occupe la péninsule comprise entre les vallées du Potomac et du Rappahannock, dans la zone des bas-champs de Virginie, baptisée le Northern Neck. Elle jouit d'un climat moins soumis au gel que le reste de la Virginie. Le cap extrême du Northern Neck s'avance dans la Baie de Chesapeake.